# Pierre Lasserre
Pierre Lasserre, född 1867, död den 7 november 1930 i Paris, var en fransk kritiker.
Lasserre studerade ursprungligen filosofi men blev 1907 filosofie doktor på en litteraturhistorisk avhandling, Le romantisme français, där han hävdade att den franska romantiken, skapad av den tyskpåverkade Rousseau, inneburit ett ödesdigert brott i den klassiska franska traditionen. Lasserres tes hade mindre betydelse för forskningen än för den franska kulturdebatten. I den polemik som följde, deltog Lasserre med La doctrine officielle de l'université (1912).
Ursprungligen närstående Action française, skilde sig Lasserre i viss mån från denna organisation under senare delen av sitt liv, som främst var ägnat studier över Ernest Renan (Renan et nous 1923, La jeunesse d'Ernest Renan 1925). Bland Lasserres kritiska arbeten märks Chapelles littéraires (1920), Cinquante ans de pensée française (1922) och Trente ans de vie littéraire (1929).